# Amphidrina syriaca
Amphidrina syriaca là một loài bướm đêm trong họ Noctuidae.